# Альфа-Групп
«А́льфа-Групп» — российская международная частная инвестиционная группа с интересами в нефтегазовой отрасли, коммерческом и инвестиционном банкинге, управлении активами, страховании, розничной торговле, телекоммуникациях, водном хозяйстве и в точечных инвестициях.
Группа была основана в 1989 году под названием «Альфа-Эко» Михаилом Фридманом и Анатолием Потиком. Позже к ним присоединились Герман Хан, Алексей Кузьмичёв и ряд других партнеров.
В общей сложности в компаниях группы на 2020 год работают более 400 тысяч человек.

## Активы
«Альфа-Групп» имеет доли владения в следующих компаниях и совместных предприятиях:
- ABH Holdings S.A. — частная инвестиционная холдинговая компания со штаб-квартирой в Люксембурге, инвестирующая в банковские группы в странах СНГ и Европы, включая[3]:
  - «Альфа-банк» (Россия) (через ABH Financial Limited)[4]
  - Amsterdam Trade Bank в Нидерландах — дочерняя компания «Альфа-банка» (Россия)[5]
  - «Альфа-банк» (Беларусь)[6]
  - «Альфа-банк» (Казахстан)[7]
  - Alfa Capital Markets, финансовая дочерняя компания на Кипре[8]
- Управляющая компания «Альфа-капитал»[9]
- «Альфа-лизинг»[10]
- «Альфастрахование» (включая сеть медицинских центров «Альфа — Центр Здоровья»)[11]
- «А1» (до 2005 года — «Альфа-Эко», вышла из состава группы в 2022 году[12]) — инвестиционная компания, была основана в 1989 году в качестве первой и основной структуры консорциума. Работает в качестве самостоятельного и главного инвестиционного подразделения группы, за свою историю реализовала более 30 масштабных проектов в РФ и СНГ, многие из которых вошли в состав головной компании. С 2009 года начала работу с проблемными активами Альфа-банка на сумму более $1 млрд, полученными после реструктуризации задолженностей[13], также интересуясь недооценёнными непубличными активами с различными рисками (корпоративными, финансовыми, юридическими, административными[14]). В разное время владела: автодилером «Независимость» (50 %, с 2007 до 2017 год), сетями кинотеатров «Кронверк Синема» и «Формула Кино» (55,66 %, по 2017 год[15]), ИТ-компанией «Систематика», крупнейшей в Белоруссии сетью супермаркетов «Белмаркет»,[16] производителем мяса индейки «Евродон» (40 %)[17]. 14 сентября 2023 года, в ответ на российское нападение на Украину, «А1» включена в блокирующий санкционный список США[18]
- X5 Group (через CTF Holdings S.A. владеет 47,8 %)[19]
- «Росводоканал» (90 %)[20]
- IDS Borjomi — производитель минеральной воды «Боржоми» (в июне 2022 года «Альфа-Групп» стала миноритарным акционером с долей 49,99 %, передав 7,73 % акций правительству Грузии)[21], «Миргородская», «Моршинская», «Святой источник», «Чистая вода»[22]

До 2014 года «Альфа-Групп» владела Alfa Capital Partners — инвестиционной компанией формата private equity, которая управляла тремя фондами, занимавшимися инвестициями средств частных клиентов. В начале 2015 года компания была закрыта.

## История
1989
Основана «Альфа-Эко» — первая компания в «Альфа-Групп» (с 2005 года — «А1»). Компания создана как совместное предприятие со швейцарским гражданином российского происхождения Анатолием Потиком. «Альфа-Эко» стала крупной торговой фирмой, занималась поставками дефицитных продуктов, парфюмерии и других товаров народного потребления, затем стала торговать нефтью.
1990-е годы
20 декабря 1990 года основан Альфа-банк. В 1995 году открыт первый универсам «Перекрёсток». В 1996 году основана управляющая компания «Альфа-Капитал» (на базе чекового фонда, зарегистрированного, по данным консорциума, в 1992 году). В 1997 году «Альфа-Групп» выходит на нефтяной рынок — через ЗАО «Новый холдинг» становится победителем конкурса по продаже 40 % акций Тюменской нефтяной компании (ТНК).
2000
- «Альфа-Групп» выходит на страховой рынок путём создания компании «Альфа-Гарантии»[32].
- «Альфа-банк» выходит на рынок Украины.

2001
- «Альфа-Групп» становится крупным акционером компании «Вымпелком», оказывающей услуги сотовой связи, после чего оператор начал активную экспансию сначала в регионы, а затем и в страны СНГ[33].
- «Альфа-Групп» становится крупнейшим интернет-провайдером, купив 43,8 % компании Golden Telecom, а впоследствии — 100 % акций интернет-провайдера Cityline и 51 % екатеринбургской компании «Уралрелком»[34].
- Основана группа «АльфаСтрахование» путём слияния российских страховых компаний «ВЕСтА», «Альфа-Гарантии» и крупного украинского страховщика «Остра-Киев»[35].

2002
«Альфа Телеком», входящая в «Альфа-Групп», покупает сначала 50,1 %, а затем и контрольный пакет акций украинского ООО «Сторм» и становится одним из собственников «Киевстар» — крупнейшего украинского мобильного оператора.
2003
Трест «Оргводоканал» вошёл в состав «Альфа-Групп» и переименован в «Росводоканал» — крупнейший российский частный оператор в сфере водоснабжения и водоотведения.
2005
Оформлена сделка по приобретению 13,2 % акций крупнейшего сотового оператора Турции Turkcell у Cukurova Group.
2006
После объединения «Пятёрочки» и «Перекрёстка» создан крупнейший на тот момент российский продуктовый ретейлер X5 Retail Group (включал на тот момент 420 магазинов «Пятёрочка» и 141 супермаркет «Перекрёсток»).
2007
- «Альфа-Групп» выходит на белорусский рынок продуктового ретейла с универсамами «Белмаркет».[40] Первый магазин был открыт в Бобруйске[41].
- «Альфа-Групп» купила долю в «Независимости» — автодилере, входившем в пятёрку крупнейших в России, но разорившемся в 2017 году, принеся убытков «Альфа-Групп» на $100 млн[42][43].

2008
- X5 Retail Group приобретает сеть продуктовых магазинов «Карусель» за $940 млн[44].
- «Вымпелком» приобретает 50 % минус одна акция сети салонов связи «Евросеть» у бизнесмена Александра Мамута за $226 млн[45].

2009
X5 Retail Group приобретает сеть супермаркетов «Патэрсон» за $189,5 млн плюс долг компании в $85 млн. Общая сумма сделки $274 млн. На момент покупки актив объединял 82 магазина в Москве, Московской области, Санкт-Петербурге, Казани и других городах общей площадью 145 тысяч кв. м.
2010
- ТНК-BP приобретает нефтегазовые активы в Венесуэле и Вьетнаме за $1,8 млрд[47].
- Х5 Retail Group покупает более 600 дискаунтеров формата «у дома» сети «Копейка»[48].

2012
Инвестиционное подразделение «А1» объединило «Формулу кино» и «Кронверк синема», создав вторую на тот момент по числу залов сеть кинотеатров, уступая только «Синема Парку».
2013
Акционеры «Альфа-Групп» Михаил Фридман, Герман Хан и Алексей Кузьмичёв продают «Роснефти» свою долю в ТНК-BP за $14 млрд. Около $10 млрд партнёры вложили в новую компанию LetterOne Group с целью инвестировать в разведку и добычу нефти и газа, нефтесервисы и нефтегазовую инфраструктуру. В LetterOne были переданы телекоммуникационные активы консорциума в составе компании Altimo, в 2014 году переименованной в LetterOne Telecom.
2014
Альфа-банк выступает санатором Балтийского банка. В 2019 году Альфа-банк завершил присоединение Балтийского банка.
2015
X5 Retail Group купила у Александра Мамута сеть Spar из 26 магазинов.
2019
- «Альфа-Групп» возвращается на рынок жилой недвижимости, приобретая через компанию «А1» комплекс «Прайм Парк», строящийся на месте аэровокзала на Ленинградском проспекте в Москве[54].
- X5 Retail Group открывает 15 000-й магазин[55].
- Создаётся должность президента «Альфа-Групп», на которую приглашён бывший замгендиректора «Аэрофлота» Вадим Зингман[56]. Одним из ключевых преимуществ Зингмана СМИ называют высокий уровень взаимоотношений с администрацией президента, правительством и силовыми структурами[57].

2021
- Инвестиционное подразделение А1 «Альфа-групп» стало крупнейшим (более 30 %) держателем дефолтных еврооблигаций Russian Standard Ltd[58].
- «Альфа-Групп» и агентство АС&М запустили Индекс готовности россиян к цифровому обслуживанию. Индекс показывает активность пользования россиянами цифровыми сервисами. Первый расчёт индекса показал рост с 18 % в 2019 году до 22 % в 2020 году[59].
- «Альфа-групп» стала владельцем стартапа «Манго Страхование» (объединён в 2022 году с «АльфаСтрахование»)[60][61].

2022
- Первым вице-президентом «Альфа-Групп» назначен Кирилл Бабаев, отвечающий за взаимодействие с органами власти[62].
- В ноябре были арестованы товарные знаки «Альфа-групп» на Украине стоимостью более 2 млрд гривен[63][64].

## Собственники и руководство
В ноябре 2005 года была впервые раскрыта структура собственности «Альфа-Групп»: контролирующая консорциум компания ABH Financial Limited в свою очередь принадлежит зарегистрированной на Британских Виргинских островах компании ABH Holdings, в которой 77,07 % акций владеют бизнесмены Михаил Фридман, Герман Хан и Алексей Кузьмичёв. При этом отмечалось, что ни один из них не владеет и не контролирует 50 % акций или более.
В дальнейшем материнской структурой консорциума стала гибралтарская CTF Holdings Ltd., которая через цепочку офшоров контролирует активы «Альфа-Групп». При этом есть некоторые данные, что более 40 % CTF Holdings принадлежит непосредственно Михаилу Фридману, также крупные пакеты акций принадлежат Герману Хану и Алексею Кузьмичёву.
Президент «Альфа-Групп» — Вадим Зингман, первый вице-президент — Кирилл Бабаев.

## Корпоративные конфликты
«Альфа-Групп» за свою историю нередко участвовала в «корпоративных войнах», в частности:
- В конце 90-х годов «Альфа-Эко» сражалась с Красноярским алюминиевым заводом за контроль над Ачинским глинозёмным комбинатом.
- В 2002 году «Альфа-Эко» сражалась с собственниками за контроль над Таганрогским металлургическим заводом[68][69].
- С 2003 по 2007 год «Альфа-Групп» была втянута в конфликт с акциями «Мегафона» (25,1 %), оппонентом выступал фонд IPOC Леонида Рожецкина, на которого было заведено уголовное дело по статье «Мошенничество в особо крупном размере»[70][71].
- Первый крупный конфликт в ТНК-BP между акционерами вспыхнул в мае 2008 года — по мнению консорциума AAR («Альфа-Групп», Access Industries и Renova), владевшего на тот момент 50 % в совместном предприятии, BP ограничивала развитие компании. В результате AAR добился отставки президента ТНК-BP Роберта Дадли и расширения состава совета директоров, в который помимо четырёх представителей каждого из акционеров вошли три независимых директора. Второй крупный конфликт случился марте 2011 года, когда AAR обратился в Стокгольмский трибунал с целью аннулировать создание альянса между «Роснефтью» и BP с тем обоснованием, что британцы нарушили соглашение 2008 года, по которому все нефтегазовые проекты в России должны быть сначала предложены ТНК-BP. С этом споре AAR также вышел победителем[72].